# Coöperatieve Woningvereniging voor Gemeentepersoneel te Haarlem
De Coöperatieve Woningvereniging voor Gemeentepersoneel werd opgericht op 6 juni 1912 door een aantal ambtenaren van de gemeente Haarlem. Het was een van de eerste woningbouwverenigingen in Haarlem die werd erkend volgens de Woningwet. De statuten werden goedgekeurd bij Koninklijk Besluit van 27 juli 1912.

## Uitsluitend voor gemeenteambtenaren
De vereniging trachtte binnen Haarlem of in de directe omgeving gronden in eigendom, opstal of erfpacht te verkrijgen om daarop arbeiderswoningen te bouwen. De woningen wilde de vereniging aan haar leden verhuren. Alleen medewerkers in dienst van de gemeente Haarlem konden lid worden, of arbeiders die daarmee werden gelijkgesteld vanwege hun lidmaatschap van de Bond van Nederlandsche Gemeentewerklieden.

## Invloed gemeente Haarlem
De gemeente Haarlem verleende financiële steun bij de aankoop van gronden of bij bouw van arbeiderswoningen. Daarom werden de nieuwe bestuursleden benoemd door het gemeentebestuur op voordracht van het verenigingsbestuur. Jaarlijks traden één of twee bestuursleden af, maar zij waren meteen herkiesbaar. Het gemeentebestuur verkreeg tevens inzage in de administratie van de vereniging en hield er toezicht op.

## Woningstichting Het Oosten
Op 22 oktober 1925 besloot het bestuur van de Coöperatieve Woningvereniging voor Gemeentepersoneel het beheer van 248 woningen in een stichting onder te brengen, die 'Woningstichting Het Oosten' ging heten. De statuten werden op 2 december 1925 goedgekeurd en op 29 mei 1926 volgde de goedkeuring bij Koninklijk Besluit, zoals de Woningwet voorschreef. Niet langer konden uitsluitend personen in dienst van de gemeente Haarlem als lid worden toegelaten, maar alle bewoners konden voortaan lid worden van de stichting. 
Eind 1959 fuseerde Woningstichting Het Oosten met Woningstichting Vooruitgang, waarna de nieuwe combinatie Woningstichting Haarlem ging heten. De bedoeling was dat alle woningcorporaties in Haarlem zich bij de nieuwe stichting zouden aansluiten, maar dat doel is nooit bereikt. Woningstichting Haarlem is op 1 januari 1982 geliquideerd; alle bezittingen zijn overgegaan naar de Woningstichting Patrimonium.

## Gulden en Geldmaker
Een van de eerste complexen van deze woningbouwverenigingen bestond uit 77 woningwetwoningen uit 1917 in de Nobletstraat, de Zomerkade, de Fabriciusstraat, de Van Berensteynstraat en de Van Oorschotstraat. Het ontwerp was van het Amsterdamse architectenbureau van Zeeger Gulden en Melle Geldmaker, die in Haarlem-Noord ook de woningbouwcomplexen aan de Kastanjestraat en bij het Meidoornplein ontwierpen. Om formele redenen was het niet mogelijk om het beheer van dit blok, dat was gebouwd met een rijksvoorschot, in een stichting om te zetten. De exploitatie van dat blok berustte eveneens tot 1928 bij de stichtingsbestuurders van Woningstichting Het Oosten. Pas toen kwam een nieuw bestuur voor dit blok in handen van de huurders. Dit bestuur ging verder onder de oude naam Coöperatieve Woningvereniging voor Gemeentepersoneel.
Wegens de palenpest zijn de woningen in de jaren 90 van de twintigste eeuw gesloopt. Woningstichting Haarlemveste bouwde er een nieuw complex van 75 woningen, ontworpen door het Haarlemse architectenbureau Klous en Brantjes. Alleen een gedenksteen herinnert nog aan de vooroorlogse woningen van de Coöperatieve Woningvereniging voor Gemeentepersoneel.

## Andere woningbouwverenigingen in Haarlem
In Haarlem en de later geannexeerde buurgemeente Schoten werden tussen 1872 en 1902 43 coöperatieve woningbouwverenigingen opgericht: 18 voor ambtenaren, en 25 voor kleine middenstanders en arbeiders. Socialistische, christelijke, katholieke en neutrale coöperaties ontstonden in het verlengde van de verzuilde samenleving. De oprichters en geldschieters waren vaak welwillende burgers en welgestelde industriëlen. Ongeveer een kwart werd opgericht door werknemers van de nieuwe bedrijvigheid die in Haarlem floreerde, zoals de Hollandsche IJzeren Spoorweg-Maatschappij en Johan Enschedé en Zonen. In totaal bouwden deze verenigingen en bouwmaatschappijen in de laatste decennia van de 19e eeuw ongeveer 1700 woningen en winkelwoningen in Haarlem en in het nieuwe Schoterkwartier.
Halverwege jaren twintig van de twintigste eeuw bestonden er nog minstens 26 woningcorporaties in Haarlem. Enkele woningbouwverenigingen die aan het begin van de twintigste eeuw in Haarlem werden opgericht en hier het vermelden waard zijn, zijn R.K. Woningbouwvereniging op coöperatieve grondslag Sint Bavo (1915), Coöperatieve Woningbouwvereniging "Volkshuisvesting" (1916), Woningstichting "Vooruitgang" (1917), Vereniging tot verbetering van volkshuisvesting Sint Bavo (1918), Woningstichting Patrimonium (1918), woningbouwvereniging "De Voorzorg" (opgericht in 1886, maar erkend voor de Woningwet in 1919), woningbouwvereniging "Eigen Woning" (1919), Rooms-Katholieke Woningbouwvereniging "Sint Jozef" (1922), Woningbouwvereniging "Ons Huis" (1924), woningstichting "Ons Belang" (1924), Woningstichting Luctor et Emergo (1924) en woningbouwvereniging "Bloemenhof".

## Fusie
Op 30 oktober 1971 fuseerden woningbouwvereniging Bloemenhof (3600 woningen), De Voorzorg (750 woningen) en de Coöperatieve Woningvereniging voor Gemeentepersoneel (950 woningen plus 900 nieuwbouwwoningen die in maart 1972 opgeleverd zouden worden) tot de Coöperatieve woningbouwvereniging "Groot Haarlem".
Woningbouwvereniging Groot Haarlem fuseerde op 1 januari 1991 met Algemene Woningbouwvereniging Spaarne tot de woningbouwvereniging "Haarlemveste". Op 1 augustus 1994 werd deze vereniging omgezet in een stichting. In 2002 fuseerde deze stichting met woningcorporatie De Woonstede uit Heemstede tot de nieuwe corporatie Elan Wonen.
Het merendeel van de woningen die gebouwd zijn door de Coöperatieve Woningvereniging voor Gemeentepersoneel, zijn daardoor tegenwoordig in beheer bij woningstichting Elan Wonen. Een klein deel is verkocht en is tegenwoordig particulier woningbezit, enkele andere woningen zijn uitgeruild met andere woningcorporaties in Haarlem.